# September Song
A September Song egy népszerű amerikai dal, amelyet Kurt Weill komponált, a dalszöveg szerzője pedig Maxwell Anderson volt.

## Születése
A dal a Knickerbocker Holiday című musicalhez született 1938-ban. Dzsessz-sztenderddé lett, és a Great American Songbook része.
A Knickerbocker Holiday című musical próbái közben a show egyik sztárja, Walter Huston megkérdezte, lehetne-e olyan dalt írni, amely megmutatná őt az idősödő Peter Stuyvesant szerepében. Anderson és Weill pár óra alatt megírta a dalt Huston korlátozott hangterjedelmére.
A dalt számos énekes és hangszeres zenész rögzítette.

## Híres felvételek
Bing Crosby, Frank Sinatra, Dardanelle Trio, Stan Kenton and His Orchestra, Sarah Vaughan, Django Reinhardt, Art Tatum, Billy Eckstine, Nat King Cole, Chet Baker, Ella Fitzgerald, Rosemary Clooney, June Christy, Dee Dee Bridgewater, Lotte Lenya, Peter, Paul and Mary, The Platters, Cyrille Aimée ...

## Filmek
A dal megszólal az 1950-es Szeptember Affair című játékfilmben.
1960-ban Maurice Chevalier énekelte a Pepe című filmben.
Woody Allen felvette a dalt a Radio Days (1987) című filmjébe, és megemlítette, hogy a September Song a valaha írt legjobb amerikai popdal.
A Texasville (1990) című filmben Willie Nelson adja elő a September Songot.
Anjelica Huston (az első előadó unokája) elénekelte a dalt az NBC Smash c. sorozat egyik epizódjában.